# Le Chambon-Feugerolles
 Le Chambon-Feugerolles  es una población y comuna francesa, situada en la región de Auvernia-Ródano-Alpes, departamento de Loira, en el distrito de Saint-Étienne y cantón de Le Chambon-Feugerolles.

## Demografía
| 1 180 | 1 245 | 1 234 | 1 426 | 4 028 | 4 013 | 3 674 | 3 868 | 4 307 | 5 514 | 6 954 | 6 772 | 8 314 | 8 160 | 8 532 | 9 016 | 9 915 | 11 528 | 12 011 | 12 714 | 13 516 | 14 789 | 15 106 | 14 802 | 15 653 | 17 695 | 20 320 | 21 987 | 20 091 | 18 149 | 16 070 | 14 090 | 14 270 | 12 922 |
| Para los censos de 1962 a 1999 la población legal corresponde a la población sin duplicidades (Fuente: INSEE [Consultar]) |       |       |       |       |       |       |       |       |       |       |       |       |       |       |       |       |        |        |        |        |        |        |        |        |        |        |        |        |        |        |        |        |        |